# Gépipari Tudományos Egyesület
A Gépipari Tudományos Egyesület (rövidítve: GTE) a gépiparral foglalkozó műszaki értelmiség szervezete, a Műszaki és Természettudományi Egyesületek Szövetségének (MTESZ) tagja. 
Az egyesület elődei az 1867-ben megalakult Magyar Mérnökegylet, majd 1872-től a Magyar Mérnök és Építészegylet. Ez utóbbin belül a  Gépészeti és Gépipari Szakosztályokból alakult meg önálló egyesületként 1949-ben. 2000 óta közhasznú egyesület. 

## Az Egyesület célja
"A magyar ipar, különösen a gépipar és a kapcsolódó szakterületek (kutatás, fejlesztés, képzés és továbbképzés, üzemszervezés, minőségügy, biztonságtechnika, szabványosítás, kereskedelem, stb.) területén dolgozó szakemberek és az egyesületet támogató cégek, szervezetek összefogása, szakműveltségük fejlesztése és tevékenységük háttértámogatása. A hazai ipar nemzeti és nemzetközi érdekeinek szolgálata, szakmai, szakértői ill. szaktanácsadói tevékenység, kapcsolatok kialakítása és fenntartása.
Szakterületén az ország nemzetközi szintű képviselete."

## Szakosztályai
Szerkezetanalízis, Anyagmozgató, Anyagvizsgáló, Áramlástechnikai gépek, Élelmiszer és hűtőgép, 
Energia- és Vegyipari gép, Építőgépipari, Ergonómiai, Forgácsolási, Gépjármű, Gördülőanyag, Gyártási rendszerek, 
Gyártóeszköz, Hajó és Úszómunkagép, Háztartási gépek, Hegesztési, Hidraulika-pneumatika, Hőkezelő, Ipargazdasági
Karbantartási, Képlékenyalakító, Konstrukciós, Korróziós, Mezőgépipari, Műanyag, Tűzvédelmi szakosztály.

## Városi szervezetei
Bajai, Ceglédi, Csepeli, Dunaújvárosi, Egri, Esztergomi, Gyöngyösi, Győri, Jászberényi, Kecskeméti, Mosonmagyaróvári,
Nagykanizsai, Nagykőrösi Siroki, Soproni, Százhalombattai, Szolnoki, Tatabányai szervezet.

## Megyei szervezetei
Baranya, Békés, Borsod, Hajdú, Nógrád, Somogy, Szabolcs, Tolna, Veszprém megyei.

## Klubjai
Műanyag Baráti Kör, TT Klub, Ipari Minőségügyi Klub, Ifjúsági Fórum.
A szervezet négy szakmai havonta megjelenő folyóiratot ad ki:
- Gép
- Gépipar
- Járművek
- Műanyag és Gumi.